# Kusamalli, Khanapur
Kusamalli là một làng thuộc tehsil Khanapur, huyện Belgaum, bang Karnataka, Ấn Độ.